# Гринішак Микола Матвійович
Микола Матвійович Гринішак (1 грудня 1902,  м. Надвірна, Надвірнянський повіт, Станіславівський округ, Королівство Галіції та Лодомерії, Австро-Угорщина — 10 березня 1985, м. Надвірна, Надвірнянський район, Івано-Франківська область, УРСР, СРСР) - громадсько - політичний діяч, член повітового комітету УВО, ідеологічний референт надвірнянської екзекутиви ОУН (до 1935р), член - засновник товариства "Луг".   Брат Олеся Гринішака.

## Біографія
Після закінчення закінчення Львівської гімназії працював діловодом у адвоката Миколи Николайчука в Надвірній. і приватно студіював право. В місті та повіті організовував різноманітні заходи до національних свят, брав активну участь у роботі гаціоналістичних товариств і організацій, за що тричі заарештований затримувався польською поліцією.  В 1939р. заарештований органами НКВС, за вирокои суду засланий до Архангельська. Після звільнення воював у полку під командуванням генерала Андерса. В 1947 році демобілізувався й емігрував до Великобританії. В 1975 році повернувся до Надвірної і помер. 

### Могила
Могила по периметру обнесена бетонним бордюром та накрита плитою з нішею для квітника. У головах на невисокому горизонтальному постаменті встановлено вертикальну прямокутну стелу (все з сірого мармуру), у верхній частині якої прикріплено фотокерамічний портрет М. Гринішака, а під ним вигравірувано напис: "Гринішак Микола Матвійович *1.ХІІ.1902+10.ІІІ. 1985. Завжди будеш у наших серцях. Дружина, діти, онуки". Перед стелою встановлено вазу для квітів. Могила обгороджена трубами з іржостійкого металу, протягнутих через стовпчик з мармурової крихти". 